# Detroits sexdagars
Detroits sexdagars var ett amerikanskt sexdagarslopp i bancykling som avhölls vid åtta tillfällen i Detroit.

## Podieplaceringar
| År                   | Vinnare                          | Tvåa                             | Trea                              |
| 1927/1928 nov.       | Anthony Beckman Gérard Debaets   | Georges Faudet Gabriel Marcillac | August Vermeerbergen Théo Wynsdau |
| 1928/1929 okt./nov.  | Jimmy Walthour Franz Duelberg    | Paul Broccardo Alfred Letourneur | Armand Blanchonnet Jean Cugnot    |
| 1929/1930- 1932/1933 | ej avhållet                      |                                  |                                   |
| 1933/1934 sep.       | Stanley Jackson William Peden    | Francis Elliott Jimmy Walthour   | Archie Bollaert Freddy Zach       |
| 1934/1935 sep.       | Frank Bartell William Peden      | Robert Keating Jimmy Walthour    | Gus Rys Gustave Logghe            |
| 1934/1935 okt.       | Gérard Debaets Alfred Letourneur | Avanti Martinetti Tino Reboli    | Robert Thomas George Dempsey      |
| 1935/1936 aug.       | Robert Vermeersch Cecil Yates    | Harold Nauwens Jack Sheehan      | Geary May George Parker           |
| 1936/1937 okt.       | Fred Ottevaire Freddy Zach       | Archie Bollaert Bob Walthour     | Paul Croley Felix Lafenêtre       |
| 1938/1939– 1972/1973 | ej avhållet                      |                                  |                                   |
| 1973/1974 sep./okt.  | Willy Debosscher Eddy Demedts    | Jack Simes John Vandevelde       | Albert Fritz Tim Mountford        |